# 유럽 연합의 조약

유럽 연합의 조약(영어: Treaties of the European Union)은 유럽 연합의 기초적인 헌법에 해당하는 효력을 가지고 있다. 이것은 연합의 목표를 설명하고 있고, 이러한 목표를 달성하기 위한 목적으로 다양한 기관이 설립되었다.

## 현재의 조약

### 구조와 정책의 전개
|                   |                      |                                      |                              |                            |                                  |                                  |                      |                |                  |
| 1948 브뤼셀 조약  | 1952 파리 조약       | 1958 로마 조약                       | 1967 합병 조약               | 1987 단일 유럽 의정서      | 1993 마스트리흐트 조약 (EU 설립) | 1993 마스트리흐트 조약 (EU 설립) | 1999 암스테르담 조약 | 2003 니스 조약 | 2009 리스본 조약 |
|                   |                      |                                      | 유럽 원자력 공동체 (EURATOM) |                            |                                  |                                  |                      |                |                  |
|                   |                      | 유럽 석탄 철강 공동체 (ECSC)         | 유럽 석탄 철강 공동체 (ECSC) |                            |                                  |                                  |                      | 유럽 연합 (EU) |                  |
|                   |                      | 유럽 경제 공동체 (EEC)               | 유럽 경제 공동체 (EEC)       | → 세 개 의 기 둥 →         |                                  | 유럽 공동체 (EC)                 | 유럽 공동체 (EC)     | 유럽 연합 (EU) |                  |
|                   | ↑유럽의 공동체↑      | ↑유럽의 공동체↑                      | 사법과 국내 문제 (JHA)       | → 세 개 의 기 둥 →         |                                  | 유럽 공동체 (EC)                 | 유럽 공동체 (EC)     | 유럽 연합 (EU) |                  |
|                   |                      | 경찰 및 사법 협력에 관한 규정 (PJCC) | 사법과 국내 문제 (JHA)       | → 세 개 의 기 둥 →         |                                  |                                  |                      | 유럽 연합 (EU) |                  |
|                   | 유럽 정치 협력 (EPC) | 공동 외교 안보 정책 (CFSP)           | 공동 외교 안보 정책 (CFSP)   | 공동 외교 안보 정책 (CFSP) |                                  |                                  |                      | 유럽 연합 (EU) |                  |
|                   | 유럽 정치 협력 (EPC) |                                      |                              | → 세 개 의 기 둥 →         |                                  |                                  |                      | 유럽 연합 (EU) |                  |
| 서유럽 연합 (WEU) |                      |                                      |                              |                            |                                  |                                  |                      | 유럽 연합 (EU) |                  |
|                   |                      |                                      |                              |                            |                                  |                                  |                      |                |                  |

### 만들어진 조약
유럽의 통합은 현재 네 개의 만들어진 조약에 기초를 두고 있다. 유럽 연합은 1993년 발효된 유럽 연합 조약(마스트리히트 조약)과 1958년 발효된 유럽 연합의 기능에 관한 조약 (로마 조약, 구 정식명칭 "유럽연합 공동체 설립 조약")이라고 하는 2개의 조약을 주로 근거로 하고 있다. 이 주요한 2개의 조약 및 이들에 부속된 의정서와 선언은 발효된 때로부터 적게 잡아도 10년에 한번은 수정이 가해졌고, 가장 최근에는 2009년에 발효된 유럽 연합 조약 및 유럽공동체설립조약을 수정하는 리스본 조약에 의하여 수정되었다.
- 파리 조약 - 유럽 석탄 철강 공동체가 설립되었고, 1951년 4월 18일에 만들어져 1952년 7월 23일부터 효력이 발생하여 2002년 7월 23일에 소멸되었다.
- 유럽 원자력 공동체 (유라톰)의 설립 조약
- 유럽 경제 공동체 (EEC)의 설립 조약 - 유라톰 조약과 함께 로마에서 1957년 3월 25일에 만들어졌고 1958년 1월 1일부터 효력이 발생하였다. 이 두 조약은 "로마의 조약들"이라고 칭해지는데, "로마 조약"은 보통 EEC 조약만을 의미한다.
- 유럽 연합에 관한 조약 - 1992년 2월 7일에 마스트리흐트에서 만들어진 조약으로, 1993년 11월 1일부터 효력이 발생했다. 이 조약으로 유럽 경제 공동체의 명칭이 유럽 공동체로 간단하게 바뀌고, 공동 외교 안보 정책과 "사법과 국내 문제"에 관련된 양상을 처리하기 위한 새로운 정부간 조직을 도입하였다. 소위 세 개의 기둥이라 불리는 것에 따라 형성된 이 구조로 인해 유럽 연합이 경제적인 면에서 정치적인 면까지 범위를 넓히게 되었다.

## 개정된 조약
- 합병 조약 - 1965년 4월 8일, 브뤼셀에서 맺어진 조약으로 1967년 7월 1일부터 효력이 발생하였다. 이 조약은 유럽 공동체에 단 한개의 위원회와 각료이사회를 둔다는 것이다.
- 단일 유럽 의정서 - 1986년 2월 17일과 2월 28일에 룩셈부르크와 헤이그에서 만들어진 조약으로 1987년 7월 1일부터 효력이 발생했다. 이 조약은 내부 시장 (유럽 경제 구역 (EEA))의 성공을 위해 요구되는 개선책을 제공한다.
- 암스테르담 조약 - 1997년 10월 2일에 성립되어 1999년 5월 1일부터 효력이 발생한다.
  - 이 조약의 목적은 정책 결정의 단순화이다. 더 나아가 공동외교안보정책 개념의 통합화이다. 피난, 이주, 도시 문제에 대한 사법적 협력에 대한 정책을 초국가적 결정의 영역("첫 번째 기둥")으로 이전시킨다. 또한 이 조약은 사회문제와 고용, 완성된 솅겐 조약에 대한 새로운 준비도 포함한다.
  - 이 조약은 유럽 연합과 유럽 공동체 조약들의 번호를 새로 매기고 고친다. 마스트리흐트 조약의 조항에는, A부터 S까지의 글자로 나타낸 문서들을 숫자 형식으로 바꾸었다. 유럽 연합과 유럽 공동체 조약들의 통합 버전이 이 조약에 첨부되어 있다.
- 니스 조약 - 2001년 2월 26일에 만들어져 2003년 2월 1일부터 효력이 발생한다.
  - 이 조약은 유럽 의회 (732)와 유럽 위원회 (25)의 상한선을 정해놓는 것처럼 EU의 이후의 확장에 대해 준비가 되어 있다. 이 마지막 규정은 이전에 두 명의 위원을 보유했던 나라들이 미래에는 한 명만 보유할 수 있다는 것을 뜻한다.
  - 유럽 이사회의 선출을 위한 선거권이 더 많은 지역으로 확대됨에 따라 몇몇 국가에서의 거부권을 폐지한다.

## 취득 조약
만들어진 조약은 새로운 회원국이 들어올 때에는 반드시 개정된다.
- 1973년 : 1972년 1월 22일 브뤼셀에서 덴마크, 아일랜드, 노르웨이, 영국이 취득 (노르웨이는 비준 통과에 실패하고 EU에 가입하지 않음)
- 1981년 : 1979년 5월 28일 아테네에서 그리스가 취득
- 1986년 : 1985년 5월 12일 리스본에서 스페인과 포르투갈이 취득
- 1995년 : 1994년 6월 24일 코르푸에서 오스트리아, 스웨덴, 핀란드, 노르웨이가 취득 (노르웨이는 또다시 비준 통과에 실패함)
- 2004년 : 2003년 4월 16일 아테네에서 키프로스, 체코, 에스토니아, 헝가리, 리투아니아, 라트비아, 몰타, 폴란드, 슬로베니아, 슬로바키아가 취득
- 2007년 : 2005년 4월 13일 룩셈부르크에서 불가리아와 루마니아가 취득
- 2013년 : 2011년 12월 9일 브뤼셀에서 크로아티아가 취득

### 예산상의 조약
이제까지 두 개의 예산 조약이 있었다:
- 1970년의 예산 조약 : 1970년 4월 22일 룩셈부르크에서 만들어지고, 1971년 1월 1일에 효력이 발생하였다.
- 1975년의 예산 조약 : 1975년 7월 22일 브뤼셀에서 만들어지고, 1977년 6월 1일에 발효되었다.

## 비준되지 않은 조약
- 유럽 방위 공동체 설립을 위한 조약
- 유럽의 헌법 제정을 위한 조약

## 같이 보기
- 유럽 연합법